# Песник и голубица
„Песник и голубица” је југословенски ТВ филм из 1959. године. Режирао га је Јанез Шенк а сценарио је написао Новак Новак.

## Улоге
| Глумац         | Улога |
| -------------- | ----- |
| Оља Грастић    |       |
| Мата Милошевић |       |
| Виктор Старчић |       |